# Pneumatopteris microauriculata
Pneumatopteris microauriculata är en kärrbräkenväxtart som beskrevs av Holtt. Pneumatopteris microauriculata ingår i släktet Pneumatopteris och familjen Thelypteridaceae. Inga underarter finns listade.